# طاعون شيرويه
طاعون شيرويه، (627-628) أو طاعون شيرويه بن كسرى، هو وباء من الطواعين دمر المقاطعات الغربية للإمبراطورية الساسانية بشكل رئيسي بلاد ما بين النهرين (أشورستان)، مما أسفر عن مقتل نصف سكانها، بما في ذلك الملك الشاه الذي سمي الطاعون باسمه قباد الثاني شيرويه (توفي 628).
كان طاعون شيرويه أحد أو امتدادات طاعون جستنيان التي حدثت في بلاد فارس أو بالقرب منها في غضون قرنين بعد أن جلبت الجيوش الساسانية أول جائحة للطاعون من حملاتها في القسطنطينية وسوريا وأرمينيا. وساهم الطاعون في سقوط الإمبراطورية الساسانية فيما بعد.
ذكر المؤرخون المسلمون الطاعون باسم طاعون شيرويه بن كسرى، واختلفوا في زمنه بالنسبة لطاعون عمواس، فقيل أن بينهما مدة طويلة، وقيل أن طاعون شيرويه بن كسرى حدث في نفس زمن طاعون عمواس في خلافة عمر بن الخطاب، وقيل أنه حدث 5 هـ/626م في عهد النبي وقبل الفتح الإسلامي لهذه البلاد، وبعده طاعون عمواس سنة 18 هـ/639، فأحيانًا يُوصف طاعون شيرويه بن كسرى بأنه أول طاعون في الإسلام - أي أول طاعون بعد ظهور الإسلام - لكنه لم يُصيب المسلمين بشكل مباشر حسب هذا القول. قال أبو الحسن المدائني: «الطواعين الكبرى في الإسلام بخمسة فحسب، هي: طاعون شيرويه، ثم طاعون عمواس، ثم طاعون ابن الزبير، ثم طاعون الفتيات، ثم طاعون مسلم بن قتيبة، الذي أطلق عليه "الطاعون العظيم"».